# Louis de Wohl
Louis de Wohl (nacido Lajos Theodor Gaspar Adolf Wohl y conocido posteriormente como Ludwig von Wohl, Berlín, 24 de enero de 1903-Lucerna, 2 de junio de 1961) fue un astrólogo, guionista y escritor alemán, uno de los grandes autores de novela histórica del siglo XX.

## Biografía
Nació en Alemania como hijo de padre húngaro y madre austríaca y vivió allí hasta 1935. Como tenía antepasados judíos y era enemigo del nacionalsocialismo, la llegada de Hitler al poder le impulsó a iniciar una nueva vida en Inglaterra. Su primera esposa, Alexandra Betzold (1894-1967), huyó a Santiago de Chile, donde afirmó ser una princesa rumana y era conocida como «La Baronessa». En 1953 se casó con Ruth Magdalene Lorch, quien era comendadora de la Orden del Santo Sepulcro. 
Participó en la Segunda Guerra Mundial, llegando a ser capitán de la armada británica, dentro del campo de la guerra psicológica. Es conocido que los astrólogos desempeñaron en la última guerra mundial un cierto papel. Especialmente el suizo Karl Ernst Krafft, quien el 2 de noviembre de 1939 informaba confidencialmente al mando alemán que la vida de Hitler estaría en peligro entre los días 7 y 10 de ese mes. Efectivamente, el atentado de Múnich tuvo lugar el día 8. Pero nadie había hecho caso a Krafft. Los interrogatorios de la Gestapo probaron que Krafft nada sabía de la conjuración y, desde este momento, la guerra psicológica tuvo en Alemania un departamento astrológico, que pronto tuvo su contrapartida por parte inglesa con Louis de Wohl. Este había publicado su autobiografía en 1937 bajo el título de I follow my Stars, con lo que el mando militar se fijó en él para esa función. De este modo, pasó a estar en nómina en la Special Operations Executive (SOE). A partir de septiembre de 1940 dirigió el Departamento de Investigación Psicológica en Londres, encargado de preparar predicciones astrológicas contra la Alemania nazi.

## Sus obras
Sus primeras novelas fueron historias de suspenso o de aventuras, hasta que decidió poner sus cualidades de escritor al servicio de sus convicciones católicas. Escribió en inglés y sus obras han tenido especial acogida en Estados Unidos. Han sido traducidas a 12 idiomas y han dado origen a guiones para películas. La novela Fundada sobre roca surgió por un encargo del Papa Pío XII, al igual que su libro sobre Santo Tomás de Aquino, La luz apacible, que -según las indicaciones del propio de Wohl- fue fruto de la sugerencia que el papa Pío XII le hizo durante una audiencia privada en 1948.

## Listado de obras
- La luz apacible: vida de santo Tomás de Aquino
- "Venciste Galileo": historia del emperador Juliano el Apóstata
- Atila. El azote de Dios
- Ciudadelas de Dios: novela sobre san Benito de Nursia y su tiempo
- Corazón inquieto: la vida de san Agustín
- David de Jerusalén: el conquistador del reino
- El árbol viviente: vida de la emperatriz Santa Elena
- El asalto al Cielo: historia de santa Catalina de Siena
- El hilo de oro: vida y época de san Ignacio de Loyola
- El mendigo alegre: historia de San Francisco de Asís
- El oriente en llamas: biografía novelada de San Francisco Xavier
- El último cruzado: la vida de Don Juan de Austria
- Fundada sobre roca: Historia de la iglesia
- La Lanza: historia del centurión Longinos
- El mensajero del Rey: novela sobre San Pablo y su tiempo
- Juana de Arco: la chica soldado